# Baloghia parviflora
Baloghia parviflora là một loài thực vật có hoa trong họ Đại kích. Loài này được C.T.White mô tả khoa học đầu tiên năm 1942.